# Epalzeorhynchos
Epalzeorhynchos is een geslacht van straalvinnige vissen uit de familie van karpers (Cyprinidae).
Enkele vertegenwoordigers werden vroeger in het geslacht Labeo ondergebracht.

## Soorten
- Epalzeorhynchos bicolor (Smith, 1931)
- Epalzeorhynchos frenatus (Fowler, 1934)
- Epalzeorhynchos kalopterus (Bleeker, 1850)
- Epalzeorhynchos munense (Smith, 1934)